# Veľké Zálužie
Veľké Zálužie este o comună slovacă, aflată în districtul Nitra din regiunea Nitra. Localitatea se află la altitudinea de 180 m deasupra n.m., se întinde pe o suprafață de 32,1 km2 și în 2017 număra 4.208 locuitori.

## Istoric
Localitatea Veľké Zálužie este atestată documentar din 1261.

## Demografie
| An:                | 1994 | 2004   | 2014   | 2024   |
| ------------------ | ---- | ------ | ------ | ------ |
| Număr de persoane: | 3642 | 3974   | 4159   | 4320   |
| Diferență:         |      | +9,11% | +4,65% | +3,87% |

| An:                | 2023 | 2024   |
| ------------------ | ---- | ------ |
| Număr de persoane: | 4315 | 4320   |
| Diferență:         |      | +0,11% |